# Neoplocaederus glabricollis
Neoplocaederus glabricollis är en skalbaggsart som först beskrevs av Hope 1843.  Neoplocaederus glabricollis ingår i släktet Neoplocaederus och familjen långhorningar. Inga underarter finns listade i Catalogue of Life.